# エレガンス・シック
『エレガンス・シック』（原題：C'est Chic）は、アメリカ合衆国のバンド、シックが1978年に発表した2作目のスタジオ・アルバム。

## 背景
デビュー当時に参加していたボーカリストのノーマ・ジーン・ライトは、ソロ転向後の所属レーベルとバンドのマネージメントの間に問題が生じてシックでの活動継続が不可能になり、本作よりルーシー・マーティン（ライトの推薦で加入）とアルファ・アンダーソンの2人がメイン・ボーカルという体制になった。
本作のレコーディングは、当時ナイル・ロジャースとバーナード・エドワーズがプロデューサーとして関与していたシスター・スレッジのアルバム『We Are Family』と同時進行で行われ、本作収録曲「愛してほしい」は、当初シスター・スレッジ用の曲だったが、最終的にはシックにより録音された。

## 反響・評価
アメリカの総合アルバム・チャートBillboard 200では、1978年12月23日に最高4位を記録した。また、『ビルボード』のR&Bアルバム・チャートでは1位を獲得した。イギリスではバンド初の全英アルバムチャート入りを果たし、最高2位を記録した。
Jason Birchmeierはオールミュージックにおいて5点満点中4.5点を付け「ディスコの狂騒が最高潮だった時代に、その豪華さと過剰さのすべてを体現している」「シックはその後も"Good Times"で更なる大成功を収めるが、エドワーズとロジャースは『エレガンス・シック』ほど完璧に計算されたアルバムを作り出すことはなかった」と評している。

## 収録曲
全曲ともバーナード・エドワーズとナイル・ロジャースの共作。3.と8.はインストゥルメンタル。
1. 「陽気な仲間」 - "Chic Cheer" - 4:43
2. 「おしゃれフリーク」 - "Le Freak" - 5:25
3. 「愛のかけひき」 - "Savoir Faire" - 5:03
4. 「ハッピー・マン」 - "Happy Man" - 4:20
5. 「愛してほしい」 - "I Want Your Love" - 6:50
6. 「僕は自由」 - "At Last I Am Free" - 7:11
7. 「愛の勝利」 - "Sometimes You Win" - 4:28
8. 「ファニー・ボーン」 - "(Funny) Bone" - 3:42

## 参加ミュージシャン
- バーナード・エドワーズ - ベース、ボーカル
- ナイル・ロジャース - ギター
- トニー・トンプソン - ドラムス
- ルーシー・マーティン - ボーカル
- アルファ・アンダーソン - ボーカル
- ルーサー・ヴァンドロス - スペシャル・ゲスト・ボーカル
- ディーヴァ・グレイ - ボーカル
- デヴィッド・ラズリー - ボーカル
- ロバート・サビーノ - クラビネット、ピアノ、エレクトリックピアノ
- アンディ・シュワルツ - クラビネット、ピアノ、エレクトリックピアノ(on #6)
- レイモンド・ジョーンズ - ローズ・ピアノ
- サミー・フィゲロア - パーカッション
- ホセ・ロッシー - チューブラーベル
- ジーン・オーロフ - コンサートマスター
- マリアンヌ・キャロル、シェリル・ホン、カレン・ミルン - ストリングス
- ジョン・ファディス、エレン・シーリング - トランペット
- アレックス・フォスター、ジーン・ファインバーグ - サクソフォーン
- バリー・ロジャース - トロンボーン